# Rukatunturi
Rukatunturi är en kulle i Finland.   Den ligger i den ekonomiska regionen  Koillismaa ekonomiska region  och landskapet Norra Österbotten, i den nordöstra delen av landet, 700 km norr om huvudstaden Helsingfors. Toppen på Rukatunturi är 390 meter över havet. Rukatunturi ingår i Haapovaarat.
Terrängen runt Rukatunturi är huvudsakligen platt, men norrut är den kuperad. Runt Rukatunturi är det mycket glesbefolkat, med 2 invånare per kvadratkilometer.